# Toowoomba
Toowoomba es una ciudad de montaña, al sudeste de Queensland, Australia. Se encuentra a 127 km al oeste de la ciudad capital de Queensland, Brisbane.
En 1892 el subsecretario de Tierras Públicas proclamó a Toowoomba y sus áreas circundantes como municipio y en 1904 fue declarada ciudad. Se encuentra a 691 m s. n. m., en la Gran Cordillera Divisoria. Toowoomba es conocida a nivel nacional por la Fiesta de la Flor, que se celebra cada año, en el mes de septiembre, los principales parques de la ciudad y los jardines son especialmente preparados para el Festival que además incluye una competición de jardines  y un desfile de carrozas alegóricas, con temas florales.

## Clima
El clima de Toowoomba se puede describir como subtropical húmedo (Cfa), con rangos de temperatura promedio de 5 °C a 16 °C en invierno y de 17 °C a 27 °C en verano. Su nombre de origen aborigen significa El Pantano.

## Personajes famosos
- Geoffrey Rush
- Glynis Nunn
- Will Power
- Tim Cuddihy
- Alix Bidstrup
- Jared Graves

## Galería

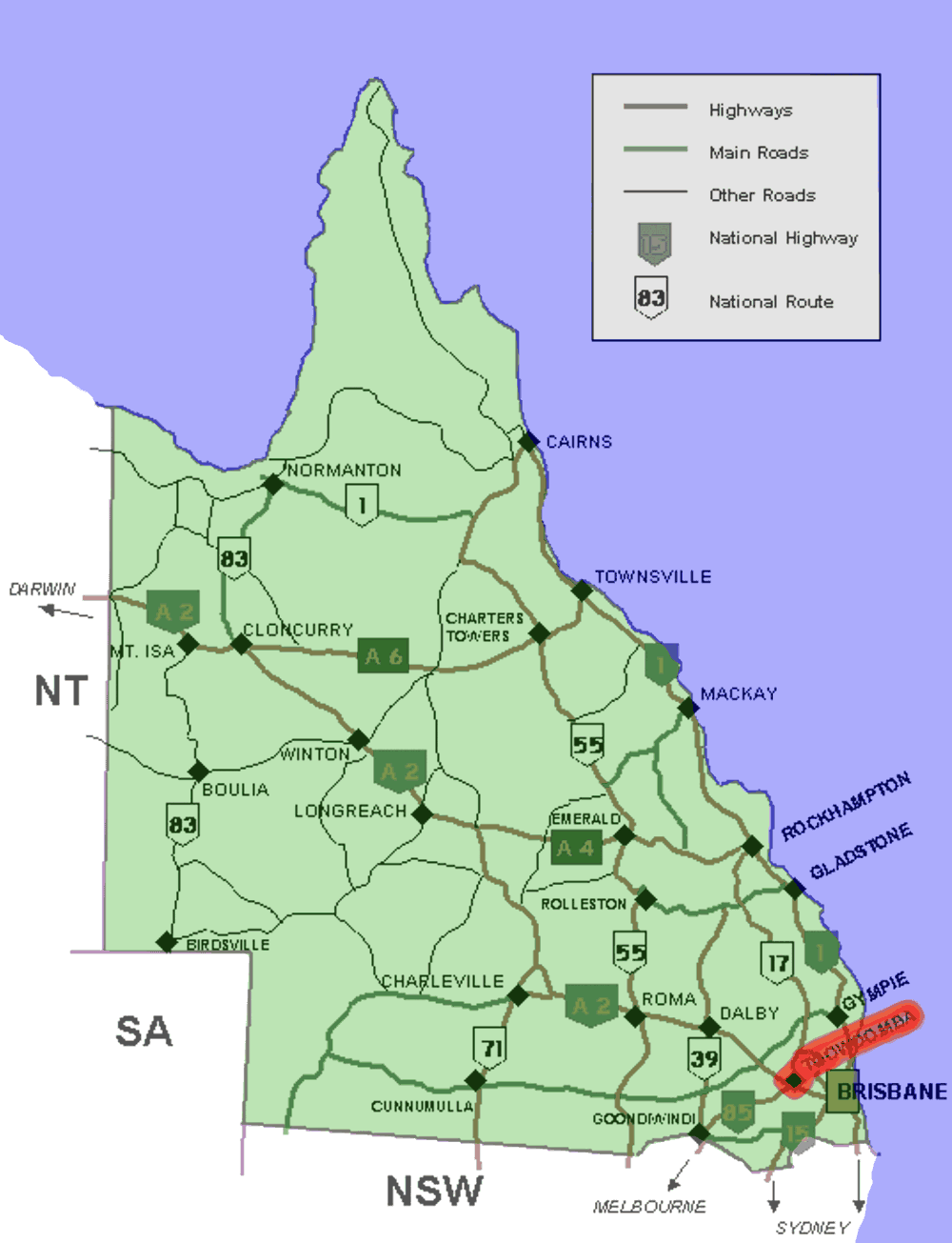
Mapa de ubicación de Toowoomba
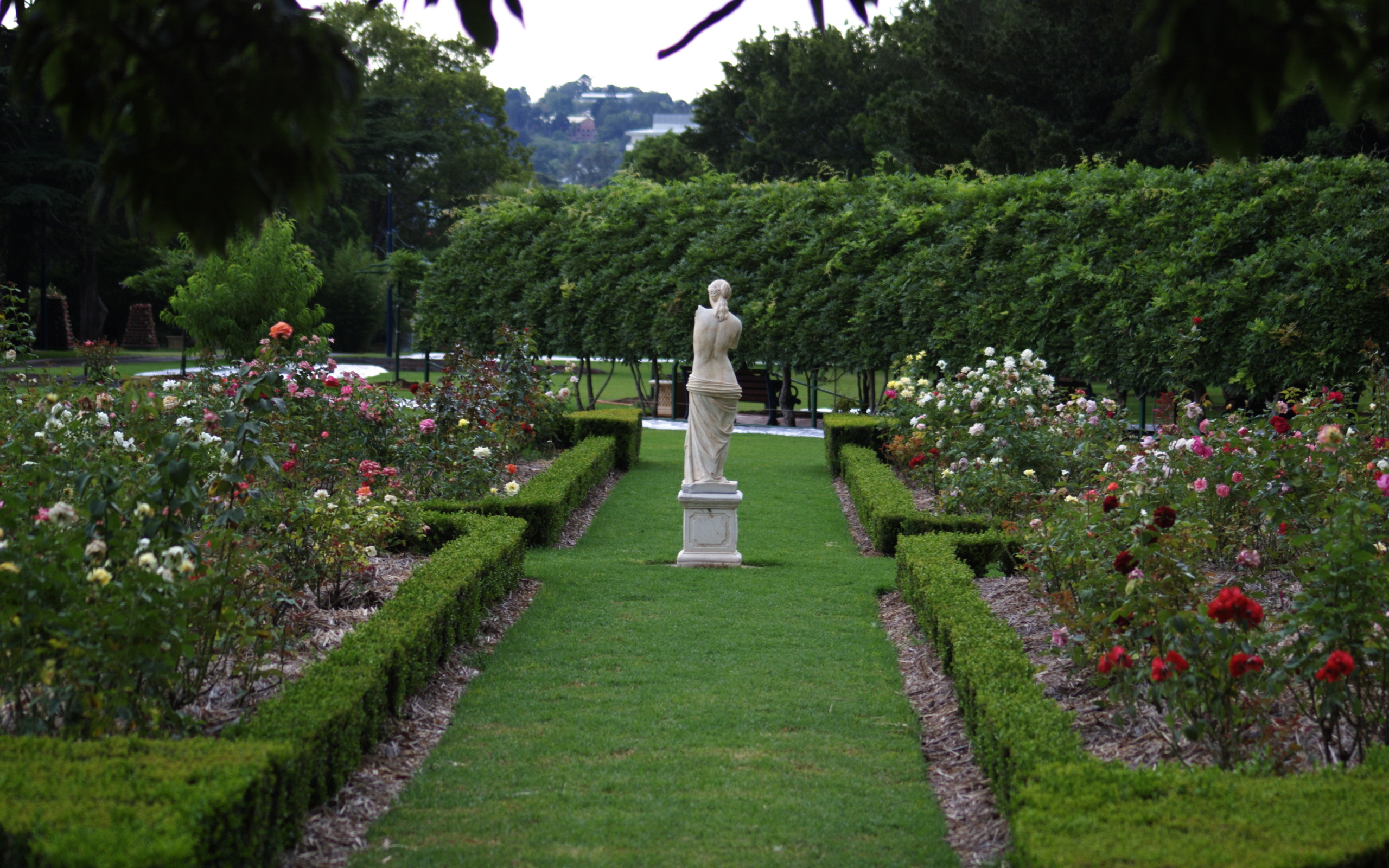
Parque en Toowoomba